# Lafoeina longitheca
Lafoeina longitheca is een hydroïdpoliep uit de familie Campanulinidae. De poliep komt uit het geslacht Lafoeina. Lafoeina longitheca werd in 1904 voor het eerst wetenschappelijk beschreven door Elof Jäderholm.
De soort werd in 1902 gevonden bij Zuid-Georgia tijdens de Zweedse Antarctica-expeditie van 1901-1903.